# Oceânia
Oceania ou Oceânia é uma região geográfica composta por vários grupos de ilhas do oceano Pacífico (Polinésia, Melanésia e Micronésia). O termo Oceania foi criado em 1831 pelo explorador francês Dumont d'Urville. O termo é usado hoje em vários idiomas para designar uma região geográfica e política que compreende o continente da Austrália e ilhas do Oceano Pacífico adjacentes.
Os limites da Oceania são definidos de várias maneiras. A maioria das definições reconhecem partes da Australásia como a Austrália, Nova Zelândia e Nova Guiné, e parte do Arquipélago Malaio como sendo partes da Oceania.

## Etimologia
O topônimo Oceania foi designado ao continente por iniciativa do naturalista francês René Primevère Lesson (Rochefort, 1794 — id, 1849), o qual também era médico e farmacêutico naval. Quando era tripulante da corveta Coquille, viajou por um bom tempo pelo Oceano Pacífico com a missão de realizar pesquisas científicas para servir de fonte de seus livros de anatomia e taxonomia de mamíferos, pássaros, beija-flores. Além disso, há depoimentos de viagens, livros de história e botânica datados de 1828. Daí a origem etimológica do termo: a palavra "oceano" acrescida do sufixo "ia", da mesma forma que acontece com outros topônimos tais como Germânia, Betânia, Transilvânia, Tripolitânia, entre outros.
A forma "Oceania" (sem acento circunflexo, ou seja, com a sílaba tónica em "ni") é usual e aceita no Brasil, sendo normal mas considerada incorreta em Portugal. A forma "Oceânia" é constante na maioria das fontes consagradas, ainda que o uso prefira a pronúncia "Oceania".

## História

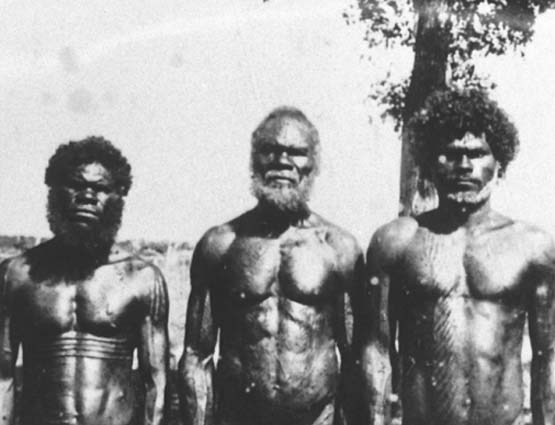
Aborígenes australianos em 1939.

Durante os Períodos Glaciais, Austrália, Nova Guiné e Tasmânia eram ligadas por pontes terrestres, formando um único continente, conhecido como Sahul. Os australoides, primeiro povo a habitar a região, eram os antepassados dos atuais papuas e dos aborígenes australianos, que devem ter chegado a Sahul há 60 000 anos.
A seguinte onda significativa de emigrantes só aconteceu em 6000 a.C., quando povos austronésios vindos de Taiwan se espalharam pelas Filipinas e Índias Orientais e chegaram à Nova Guiné, miscigenando-se com os nativos australoides, originando a heterogênea população da Melanésia. Por volta de 1500 a.C., esses austronésios, os maiores navegantes da pré-história, chegaram às Fiji — vindos de Vanuatu e, pouco depois, a Tonga e a Samoa, ponto de partida para a posterior expansão polinésia para o Pacífico Oriental, acabando na ocupação de ilhas tão distantes como o Havaí, ao norte, a Nova Zelândia ou Aotearoa (seu nome polinésio), ao sul e a ilha de Páscoa ou Rapa Nui, ao leste.

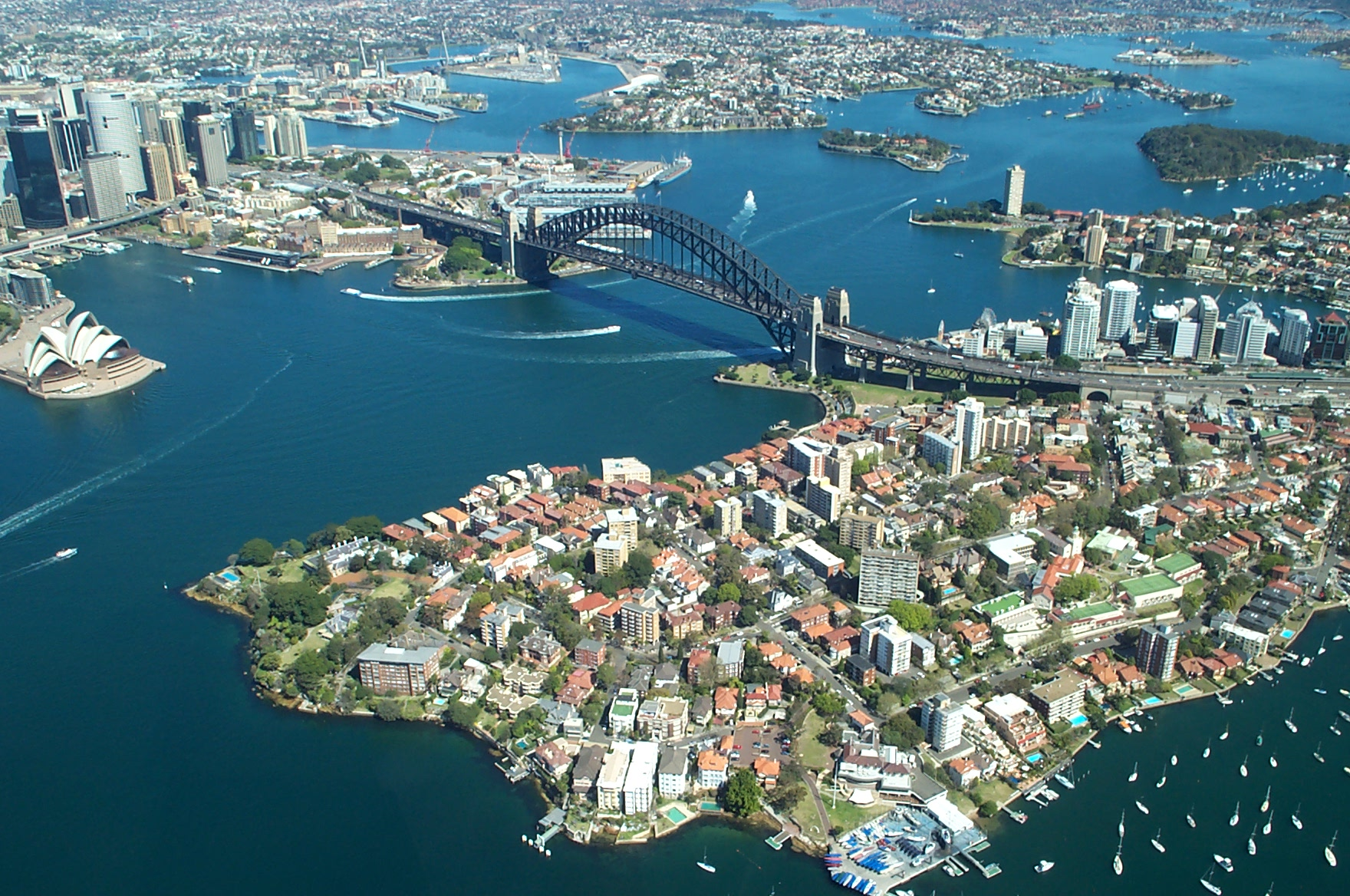
Fotografia aérea da Baía de Sydney.

A povoação das ilhas da Micronésia teve origens étnicas distintas: filipinos em Palau e Yap, habitantes do arquipélago Bismarck nas ilhas Truk, tuvaluanos (que encontram origem nas Fiji ou MPI) nas Ilhas Marshall, por exemplo. Isso é comprovável por traços culturais e linguísticos. Já os povos da Polinésia encontram origens étnicas, linguísticas e culturais semelhantes. Símbolos da cultura polinésia conhecidos mundialmente são as estátuas tiki e a festa lūʻau, além de seu estilo de tatuagem.
Os austronésios guiaram-se unicamente com a localização dos astros, direção do vento e características das ondas — que revela a localização de ilhas. Dominavam a cerâmica, que foi um dos símbolos da cultura lápita, cujo estilo singular desta era ricamente decorado e que, em cerca de 500 a.C., foi substituída por peças simples e sem decoração na Samoa. Também dominavam a agricultura, encontrando subsistência no taro, no inhame, na batata-doce, na mandioca, na banana, no coco, na cana-de-açúcar e no arroz.

### A colonização da Austrália

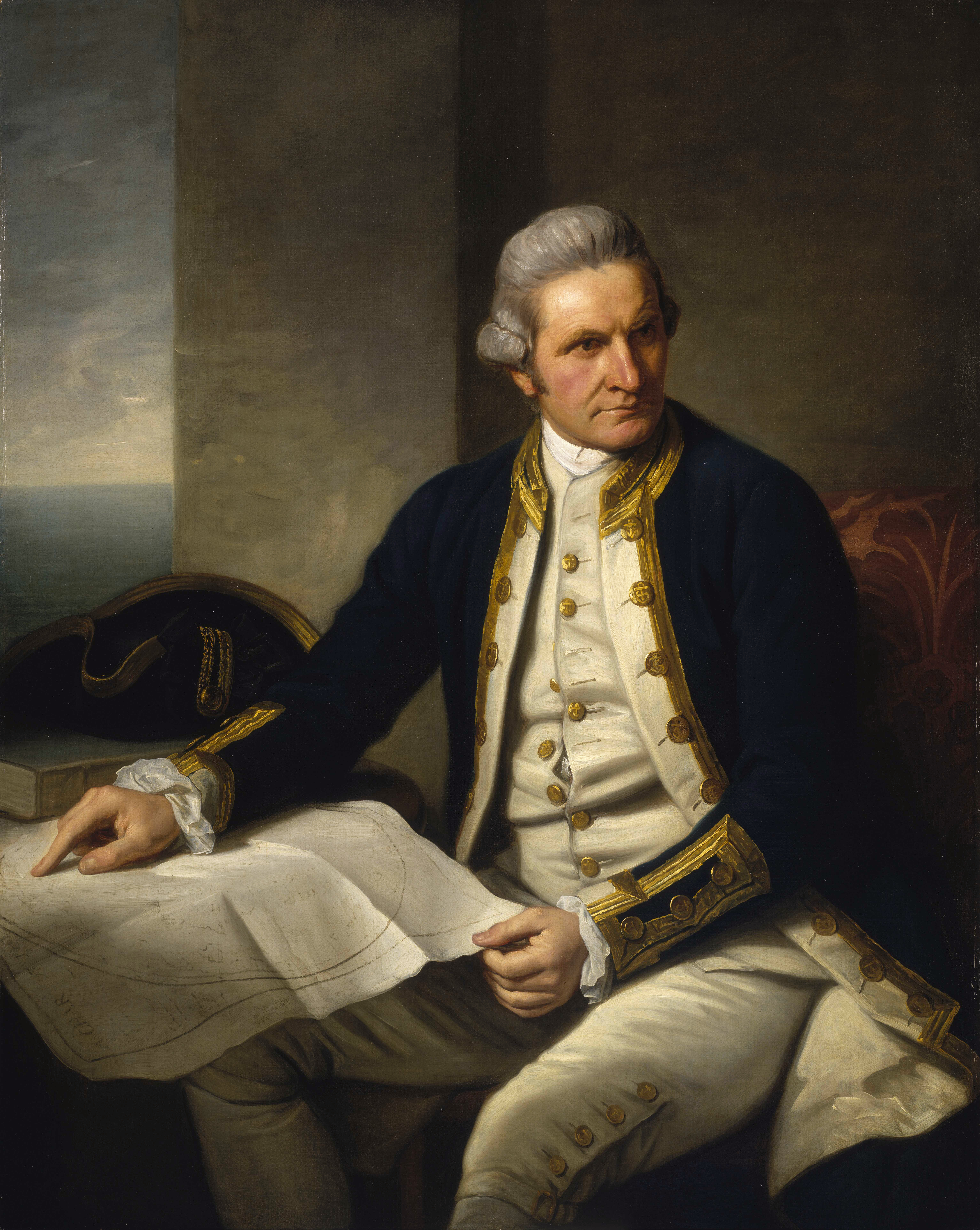
Retrato do comandante James Cook, por Nathaniel Dance (1775).

Os britânicos incorporaram a Austrália aos seus domínios em 1770. No ano da incorporação oficial, habitaram a ilha-continente cerca de 300 mil nativos, divididos em mais de 600 tribos, que falavam mais de 500 dialetos. Estes nativos eram caçadores-coletores, desconhecendo a prática da agricultura.
No século XVIII, a ocupação britânica restringiu-se à implantação de colônias penais, a mais importante delas nas proximidades da cidade de Sydney, e à fixação de um pequeno número de colonos, que constataram as grandes possibilidades de se desenvolver a pecuária com sucesso na colônia.
A pecuária e o coito, principalmente a ovina, cresceu em imponência no século XIX, bem como a atividade agrícola, principalmente voltada à produção do trigo. O que provocou um grande surto populacional na colônia ao longo desse século foi, no entanto, a descoberta de ouro na província de Vitória. Na virada do século, a população australiana era de aproximadamente três milhões de habitantes. Em 1901, a Austrália transformou-se numa federação autônoma, a Comunidade da Austrália, iniciando um acelerado processo de expansão da agropecuária e da indústria. Isso determinou a necessidade de se incrementar, particularmente no pós-guerra, as correntes migratórias. De 1945 a 1970, o país recebeu aproximadamente três milhões de imigrantes, cerca de 50% de origem britânica. Atualmente a Austrália é um dos países que exercem maior controle sobre a imigração estrangeira.

### A colonização da Nova Zelândia
Quando a Nova Zelândia foi formalmente ocupada pelos britânicos em 1840, as suas ilhas eram habitadas pelos maoris, povo de origem polinésia. De 1845 a 1870, com a intensificação da colonização, ocorreram pesados conflitos entre britânicos e maoris, contrários à ocupação de suas terras. Derrotados, os maoris, que foram reduzidos de 300 000 para pouco mais de 40 000, assinaram uma série de acordos com os colonizadores.
A atividade agropecuária foi a mais importante para o sucedimento da colonização. Destacaram-se a criação de ovinos para produção de lã e o cultivo de trigo, na fértil planície de Canterbury. A partir de 1860, foi a extração do ouro que funcionou como importante fator de atração populacional, garantindo a continuidade do processo de colonização.
A Nova Zelândia passou à condição de colônia britânica em 1870, alcançando sua autonomia política após a Primeira Guerra Mundial. Com o fim da Segunda Guerra Mundial, a Nova Zelândia deixou de pertencer à esfera de influência britânica, passando à esfera de influência dos Estados Unidos.

## Geografia

Regiões da Oceânia

A Oceania está localizada entre os oceanos Índico e Pacífico e é formado por milhares de ilhas de diversas extensões, desde pequenos atóis coralígenos até a Austrália, pouco menor que o Brasil. Ocupa ao todo uma área de mais de 8 900 000 km2 nos quatro hemisférios: estende-se de 21 graus de latitude norte a 50 graus de latitude sul e de 111 graus de longitude leste a 119 graus de longitude oeste. Limita-se ao norte com o Estreito de Torres e os mares de Timor e Arafura, a leste com o Mar de Coral e o Mar da Tasmânia, ao sul com o Estreito de Bass e o Oceano Índico e as "Kamangas" a oeste novamente com o Oceano Índico."
Atravessada pela linha do Equador e pelo Trópico de Capricórnio, a Oceania localiza-se nas zonas climáticas intertropical e temperada do sul. Devido à sua grande extensão de leste para oeste, abrange oito fusos horários, inclusive a linha que determina a mudança de data (Linha internacional de mudança de data).

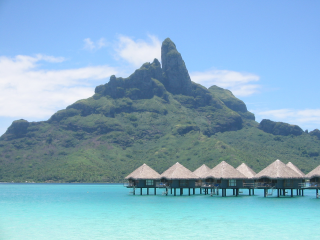
O monte Otemanu em Bora Bora, na Polinésia Francesa

Além de inúmeras possessões não independentes, administradas por países europeus, pelos Estados Unidos ou por nações desenvolvidas do continente, a Oceania inclui 14 Estados soberanos, entre os quais se destacam a Austrália e a Nova Zelândia, pelo grande desenvolvimento econômico, e a Papua-Nova Guiné, o segundo país do continente em população e área territorial.
Os demais, de extensão reduzida, população numericamente inexpressiva e economia subdesenvolvida, são: Fiji, Samoa Ocidental, Nauru, Tonga, ilhas Salomão, Vanuatu, Quiribáti, Palau, Estados Federados da Micronésia e Tuvalu. Devido ao grande número de ilhas, costuma-se dividir o continente em:
- Australásia: são as maiores ilhas, Austrália, Tasmânia, Nova Guiné e geograficamente, porém não cultural e historicamente, a Nova Zelândia;[16]
- Melanésia ("ilhas negras"): o nome é derivado de melanina, pigmento escuro da pele, e alude à cor dos habitantes dessas ilhas pouco extensas, localizadas, em sua maioria, ao norte, nordeste e leste da Austrália. Grande parte delas são possessões francesas e britânicas; as que constituem países independentes são Papua-Nova Guiné, Ilhas Salomão, Vanuatu e Fiji;[16]

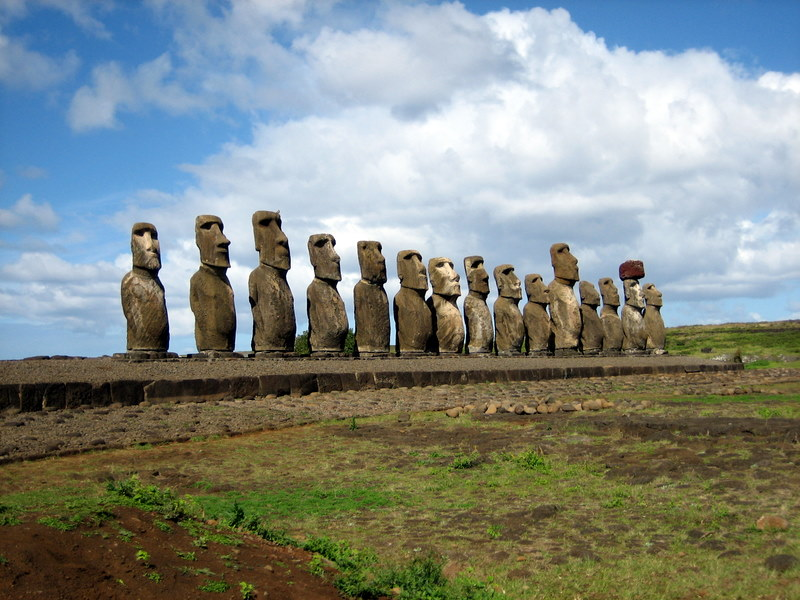
Pertencente ao Chile, a ilha de Páscoa abriga um mistério histórico: de que forma seus antigos habitantes transportaram e puseram de pé as enormes estátuas espalhadas pela ilha

- Micronésia ("pequenas ilhas"): formada por ilhas muito pequenas, situadas ao norte e nordeste da Melanésia. O Reino Unido e os Estados Unidos possuem o maior número de territórios dessa área. Quiribáti, Palau, Estados Federados da Micronésia, Ilhas Marshall e Nauru são os países independentes desse grupo;[16]
- Polinésia ("muitas ilhas"): corresponde às ilhas mais distantes da Austrália, dispersas por uma grande área do Pacífico. São em sua maioria possessões britânicas, francesas e Chilena. Os países independentes da Polinésia são Tonga, Samoa, Tuvalu e, historicamente e culturalmente (o último em relação aos seus povos aborígenes), a Nova Zelândia (nome polinésio: Aotearoa). O estado estadunidense do Havaí e a ilha chilena Rapa Nui ou ilha de Páscoa também fazem parte da Polinésia.[16]

Embora grande parte das ilhas seja de origem vulcânica ou formada por atóis coralígenos, as características físicas do continente oceânico são muito variadas. Por isso, faremos um estudo setofizado de seus traços dominantes.
Trata-se um continente sem nenhuma fronteira terrestre entre seus 14 países constituintes. A única linha divisória política terrestre é entre Ásia e Oceania, a fronteira entre a Indonésia e a Papua-Nova Guiné. Cultural, linguística e etnicamente, o estado indonésio de Irian Jaya, tido como sendo asiático, é semelhante à Papua-Nova Guiné, habitados pelos povos papuas. Geograficamente a ilha de Nova Guiné, inteira, faz parte da Australásia, portanto Oceania. Os motivos para classificar seu lado ocidental como asiático são meramente políticos.

### Austrália

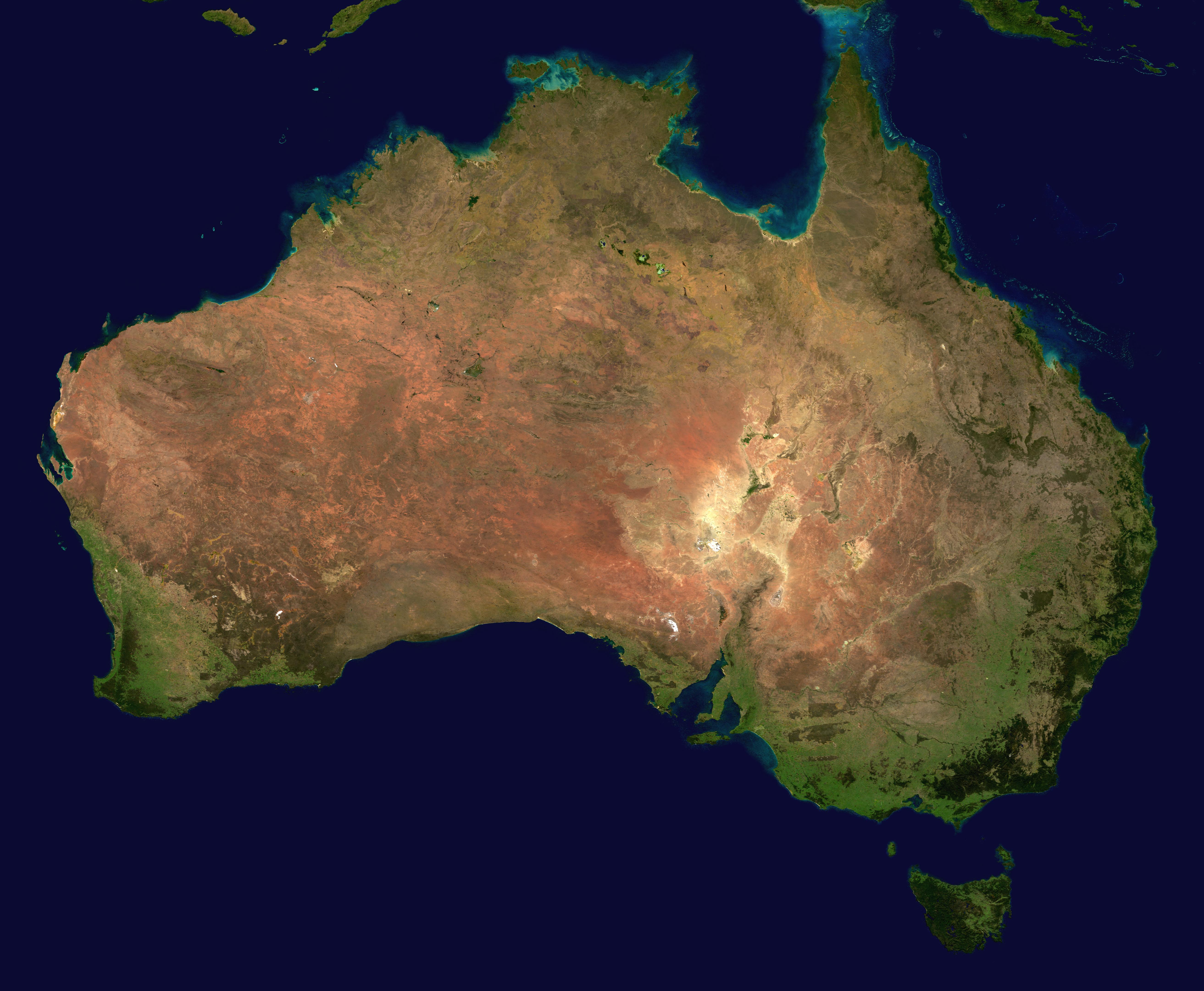
Imagem de satélite da Austrália

Banhada ao sul e a oeste pelo oceano Índico, a noroeste pelo mar de Timor e a leste pelos mares de Coral e da Tasmânia, a Austrália é uma ilha-continente (assim chamada devido à sua vasta extensão).
Contornando todo o território australiano, encontram-se as planícies, que se tornam bastante largas no norte, junto ao Golfo da Carpentária, e no sudeste, próximo aos rios Murray e Darling. As montanhas que formam os Alpes Australianos localizam-se no leste e no sudeste; são de altitudes modestas, alcançando o máximo de 2 230 m (Monte Kosciuszko).
A maior parte do país é constituída por planaltos geralmente baixos e relativamente planos, dos quais se destacam, entre outros, os montes MacDonell e Musgrave, bem como os desertos Vitória, Gibson, Simpson e outros menores, que ocupam todo o centro-oeste do território australiano.

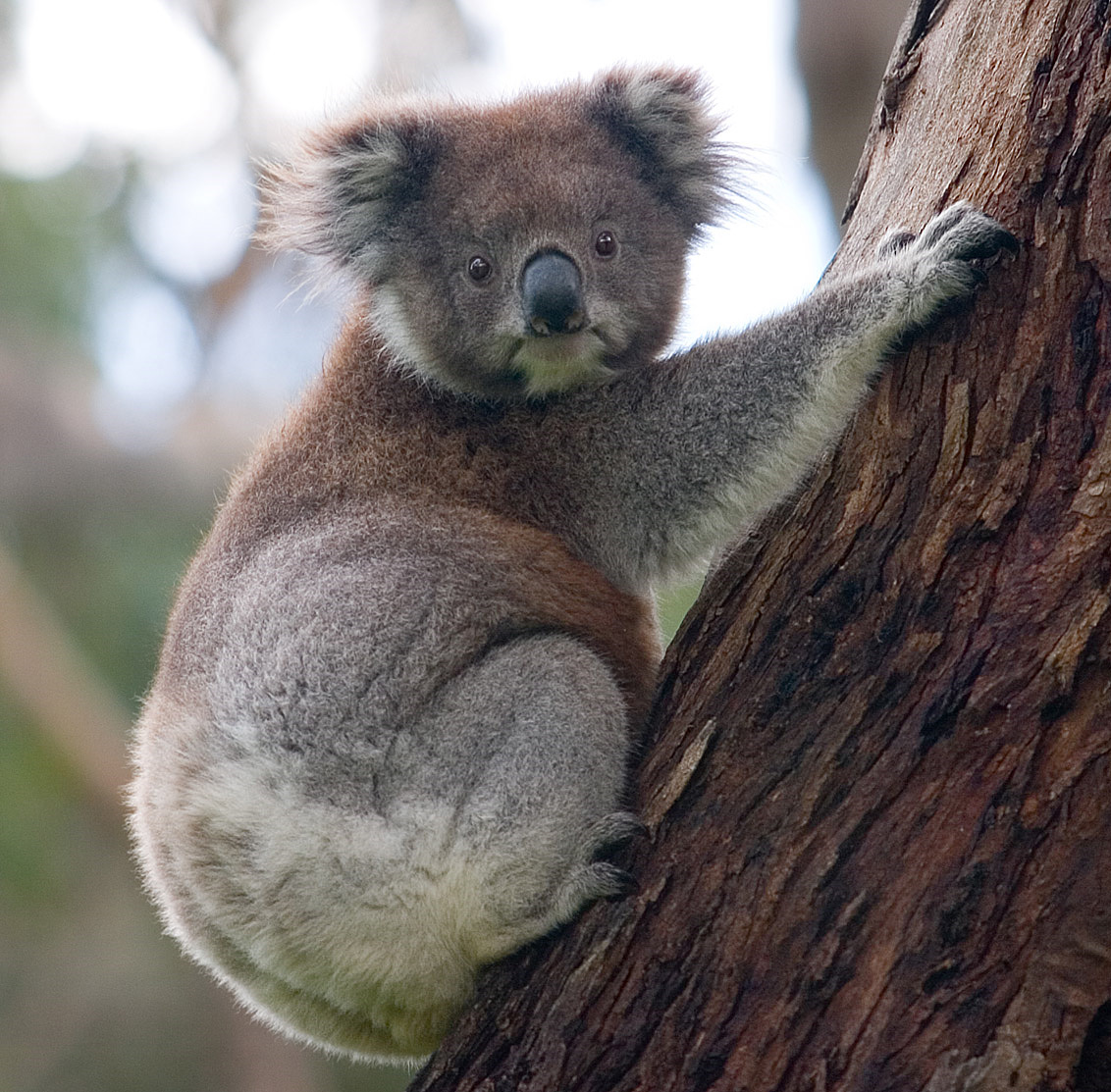
Coala escalando uma árvore

A distribuição do relevo australiano, mais elevado no leste, influencia a drenagem dos maiores rios do continente — Darling e Murray — que correm em direção ao sudoeste. Há ainda os rios Flinders, Vitória, Cooper, Ashburton e outros, localizados no leste e no norte do país. Em alguns desses manifesta-se uma característica da hidrografia australiana: o regime intermitente, determinado pelas condições climáticas.
Pontilham o território australiano lagos cuja origem se deve à depressão relativa do relevo, inclinado para o interior, existindo grandes formações lacustres até mesmo em meio ao deserto.
Verifica-se na Austrália, cortada pelo Trópico de Capricórnio, a presença de climas tropicais e subtropicais, com temperaturas elevadas no norte e mais amenas no sul, onde ocorrem chuvas com maior frequência. O clima do tipo mediterrâneo, com verão seco, manifesta-se em áreas do sudoeste e do sul. Nas vastas extensões semiáridas e desérticas do centro-oeste o clima apresenta-se bastante quente.

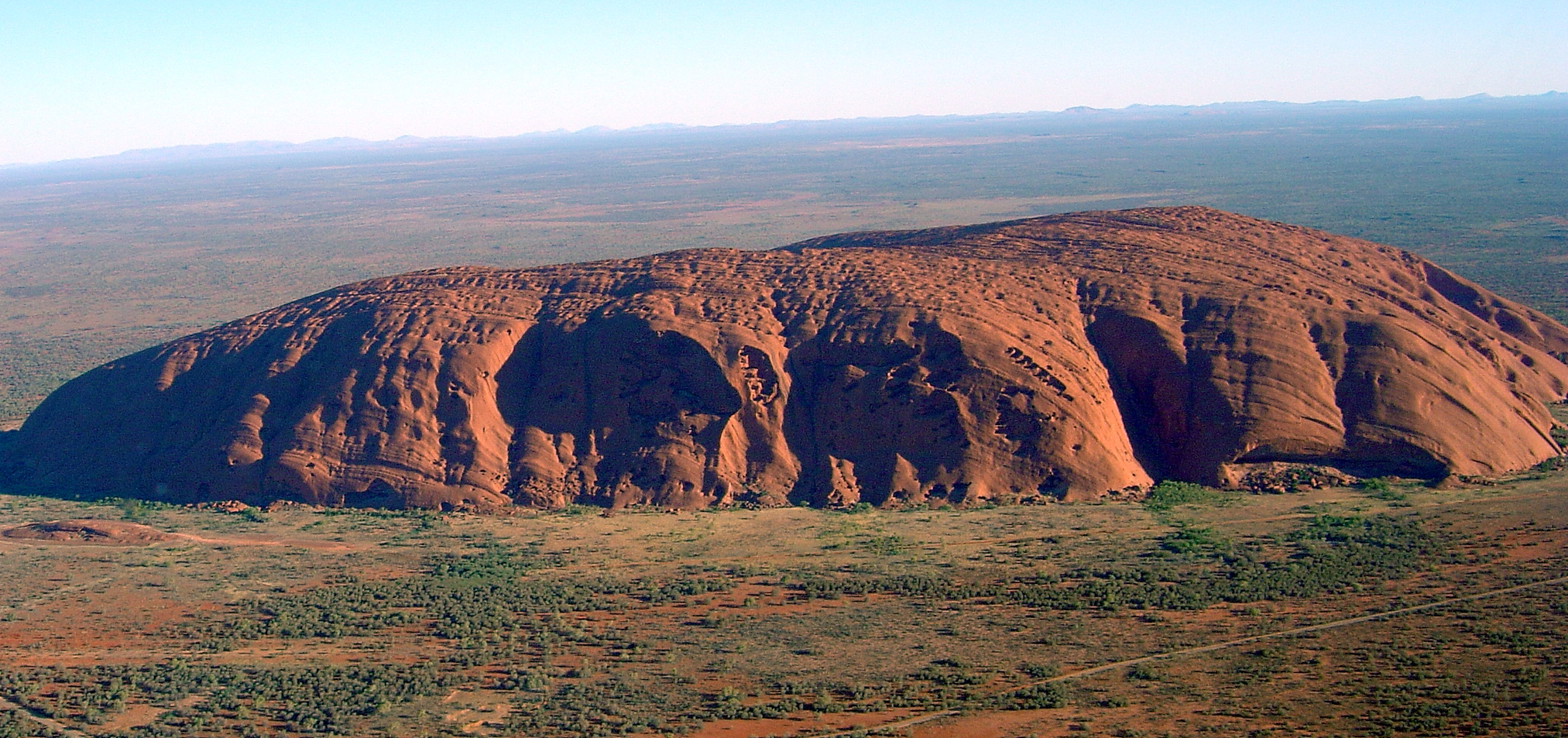
A curiosa paisagem australiana, o Uluru, em primeiro plano, e o scrubb, estepe australiana, ao fundo

A nordeste do país localiza-se a Grande Barreira de Coral, que se estende no mar de Coral, por mais de 2 000 km.
Em decorrência do clima, recobrem quase totalmente essa ilha as savanas e as estepes (lá denominadas scrubb), além das grandes extensões semiáridas e desérticas. Há também, entretanto, manchas de florestas tropicais e subtropicais ocupando as áreas úmidas do norte, leste e sudoeste.

Como a Austrália foi separada dos demais continentes há mais de 50 milhões de anos, desenvolveu uma fauna única, em que se destacam o ornitorrinco, um mamífero com bico e pelo, e os marsupiais, como os cangurus e os coalas, animais cujos filhotes são criados numa bolsa existente no corpo da mãe durante o período de amamentação.

### Nova Zelândia

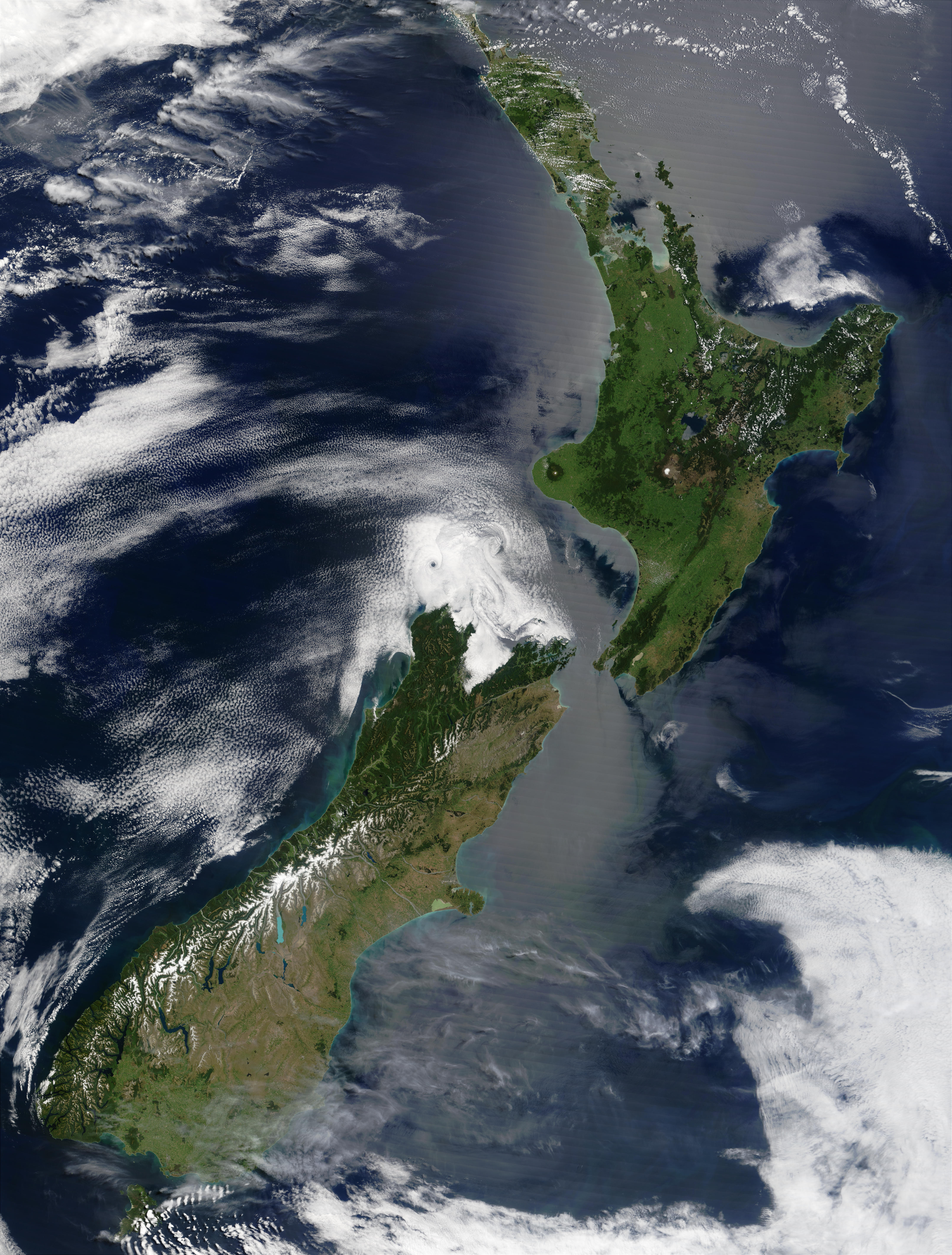
Extensas planícies recobertas por vegetação rasteira e clima ameno fazem da Nova Zelândia um dos maiores criadores de ovinos do mundo

Esse país é formado por duas ilhas principais, a do Norte e a do Sul, separadas pelo estreito de Cook. De origem vulcânica, a Ilha do Norte apresenta vulcões ativos, fontes termais e gêiseres (fontes quentes com erupções periódicas), enquanto a ilha do Sul caracteriza-se pelo relevo acidentado que contorna todo o litoral. Os Alpes Neozelandeses, que têm como ponto culminante o monte Cook, com 3 764 m, são a mais destacada elevação.

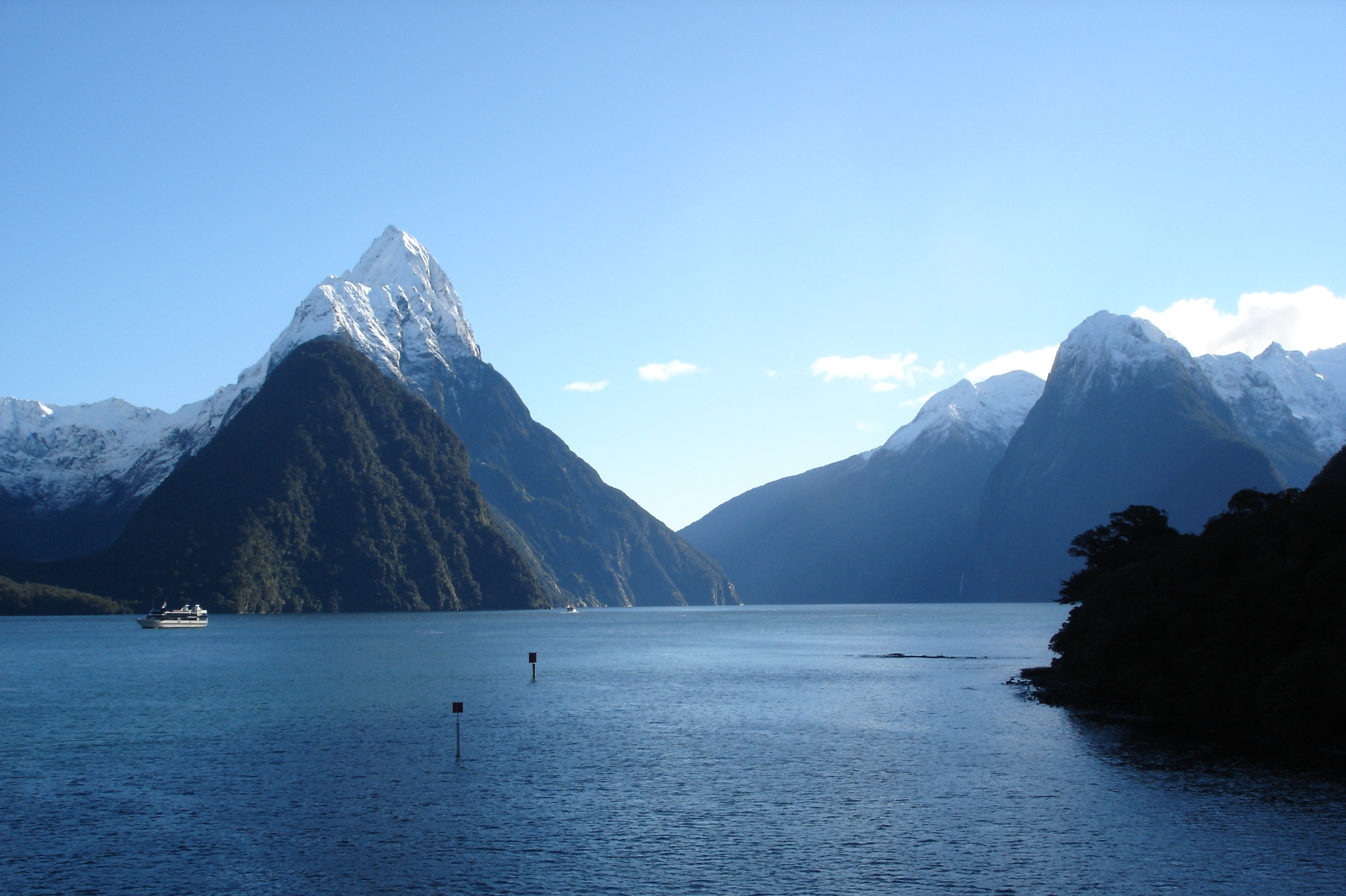
Milford Sound, um dos principais pontos turísticos da Nova Zelândia

A planície litorânea ou costeira, conhecida por Canterbury, aparece em estreitas faixas ao redor de toda a ilha e alarga-se no extremo leste da ilha do Sul.
Devido à reduzida extensão do arquipélago neozelandês, os rios que percorrem suas ilhas são de pequeno curso, não chegando a formar grandes bacias. As formações lacustres existentes são todas de origem glacial.
Em termos climáticos, a Nova Zelândia encontra-se na zona subtropical sul, com temperaturas amenas e chuvas bem distribuídas pelo ano todo. Deriva da influência desse clima uma vegetação representada pela floresta aciculifoliada e por formações arbustivas e herbáceas. Uma curiosidade: a Nova Zelândia possui a maior floresta artificial do globo, Kaingaroa.

### Melanésia, Micronésia e Polinésia

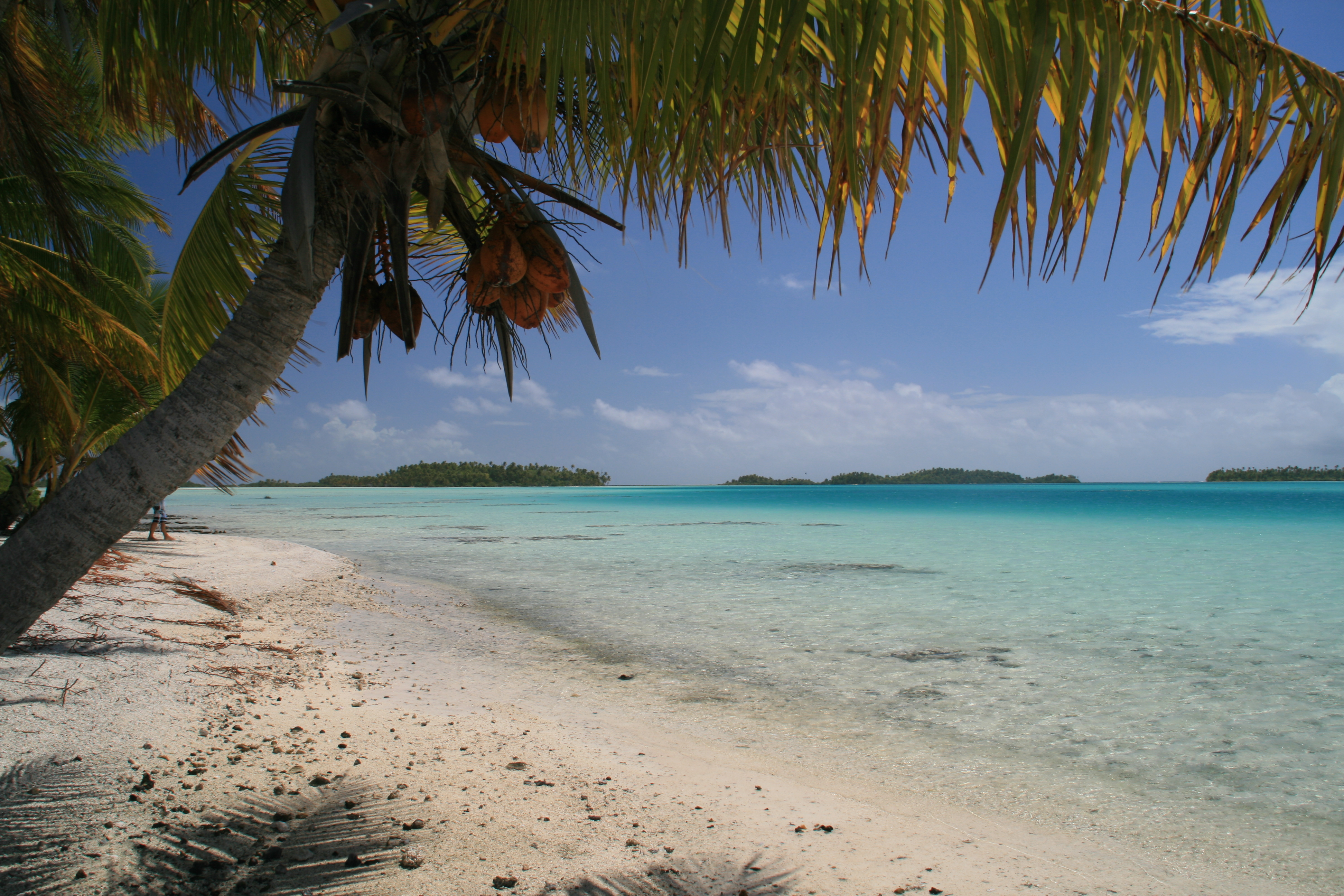
Praia de águas cristalinas no atol de Rangiroa, na Polinésia Francesa.

Espalhadas por uma enorme área do Oceano Pacífico, essas milhares de ilhas têm origem vulcânicas ou coralígena.
Seu relevo apresenta, em geral, planaltos baixos e desgastados, embora haja muitos exemplos de formações geológicas mais recentes. Algumas ilhas encontram-se no Círculo de fogo do Pacífico, que abrange os pontos da Terra mais sujeitos a vulcanismo e a abalos sísmicos. Somente no arquipélago do Havaí há três grandes vulcões: Mauna Kea, Mauna Loa e Kilauea.
Nas ilhas recobertas por depósitos de coral o solo é geralmente arenoso, nem sempre propício à agricultura, mas muitas vezes fonte de recursos minerais importantes, como o fosfato.
A hidrografia, em virtude da pequena extensão dos territórios, é insignificante, havendo casos de ilhas que nem sequer possuem rios ou lagos de água doce. A maior parte dos arquipélagos está sob influência do clima tropical, cujas características, no entanto, são amenizadas pela proximidade do oceano, o que propicia chuvas abundantes e amplitudes térmicas reduzidas.
Em virtude dessas condições, há ilhas, ou parte delas, recobertas por densa floresta equatorial, ao passo que em outras a única vegetação existente são esparsos coqueiros ou uma pequena cobertura herbácea.

## Demografia

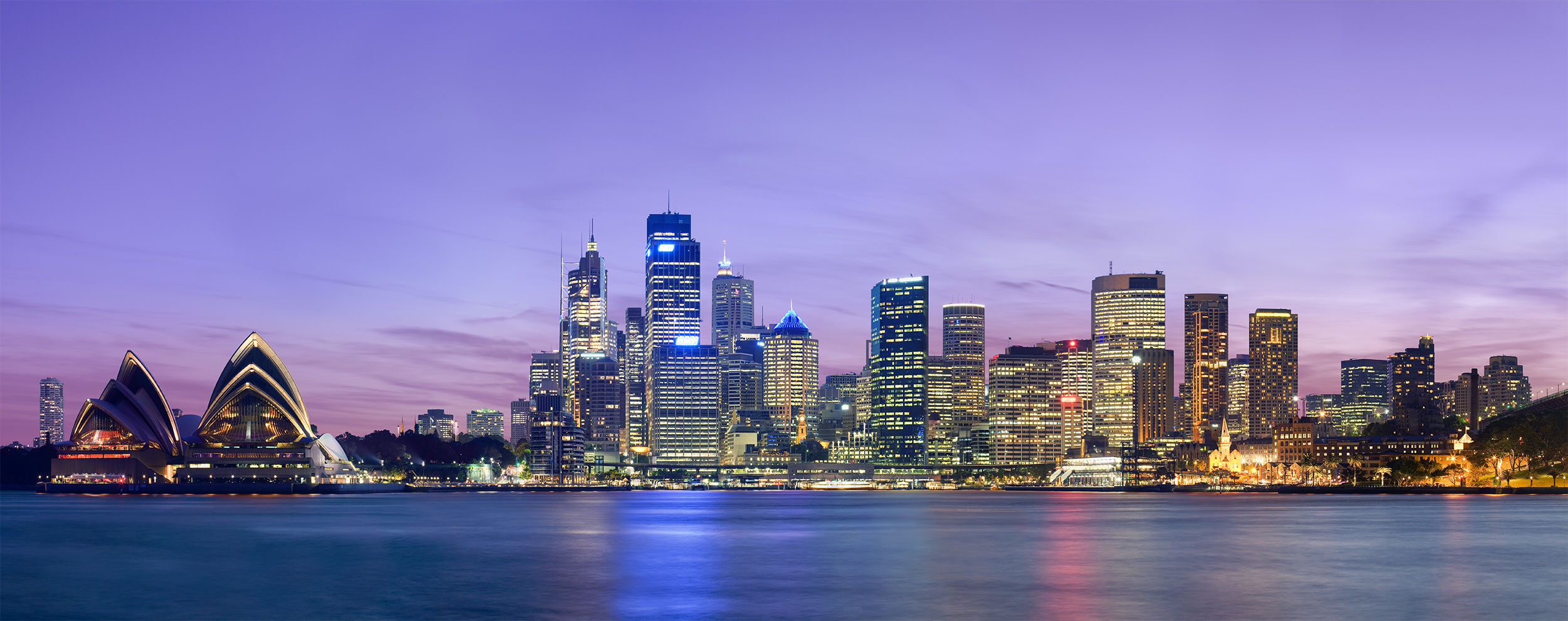
Sydney, a cidade mais populosa da Austrália e do continente.

A Oceania é chamada de Novíssimo Mundo, pois foi o último continente a ser descoberto pelos europeus, que lá chegaram no século XVII. Só no fim do século XVIII teria início a colonização, com a chegada de prisioneiros britânicos obrigados a trabalhar na lavoura.
Quase todas as ilhas da Oceania têm a população composta majoritariamente por indígenas. Excetuam-se a Austrália e a Nova Zelândia, em que os brancos europeus — entre os quais predominam os de origem britânica — constituem a maioria dos habitantes.
Os grupos humanos melanésios, micronésios e polinésios costumam migrar de um arquipélago para outro em busca de melhores condições de trabalho, havendo, por isso, alto grau de miscigenação. Em algumas ilhas verifica-se a presença de grandes parcelas de indianos e chineses.

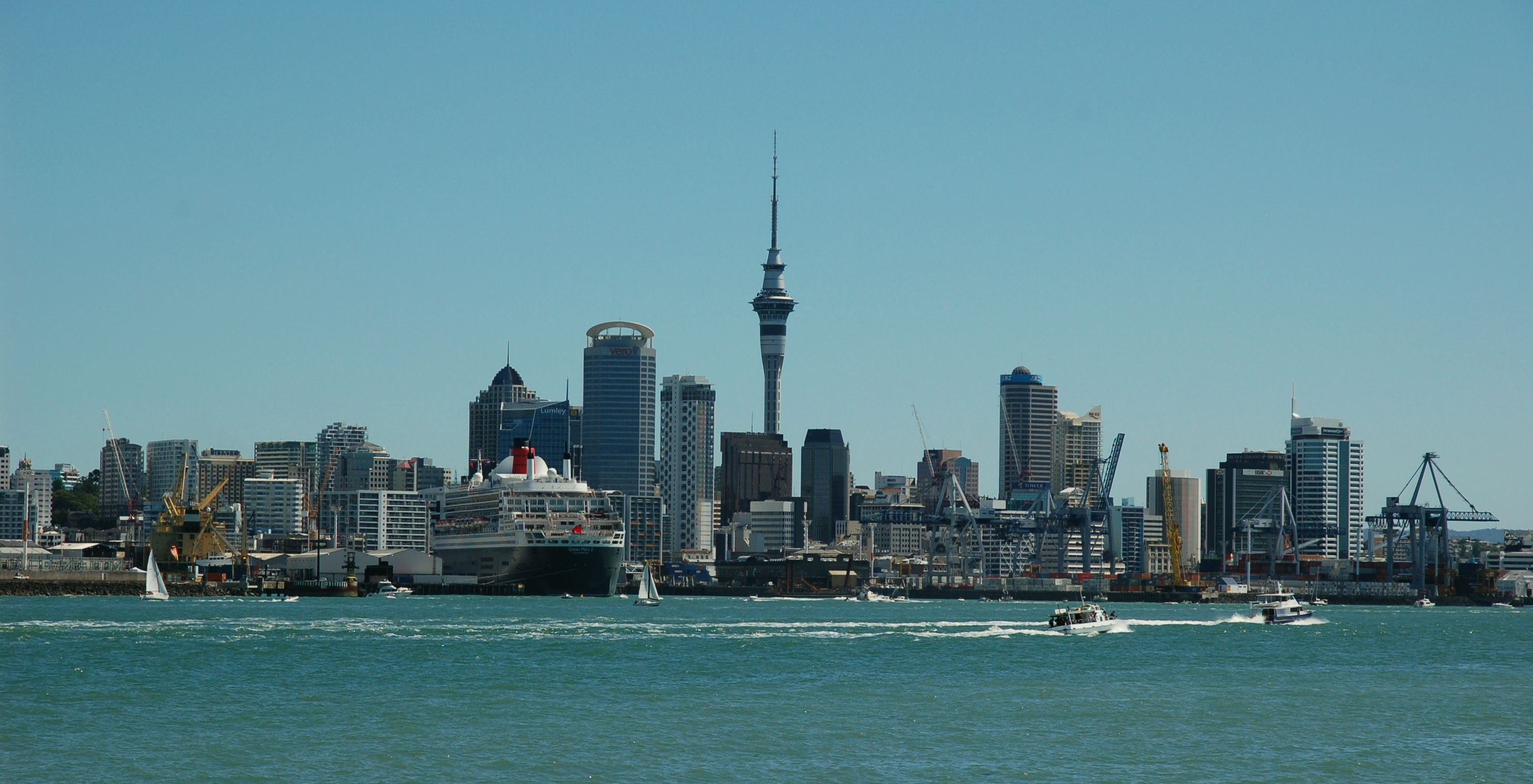
Auckland, a cidade mais populosa da Nova Zelândia.

A densidade demográfica dos arquipélagos varia. Por exemplo, Austrália — 2,2 hab/km² — e Papua-Nova Guiné — 7,7 hab/km² — apresentam taxas de ocupação baixíssimas, enquanto Nauru e Tonga respondem pelas duas maiores concentrações da Oceania: mais de 380 e mais de 163 hab/km², respectivamente.
A distribuição populacional está ligada, geralmente, ao grau de desenvolvimento econômico. Assim, Austrália e Nova Zelândia têm 85% ou mais de sua população estabelecidos nas zonas urbanas, enquanto o restante das ilhas a maioria dos habitantes ocupa as áreas rurais, o que indica uma industrialização inexpressiva. A agricultura e o extrativismo constituem a base de sua economia. Os primitivos habitantes da Austrália, conhecidos como aborígenes, habitam o país há pelo menos 5 000 anos.
As principais cidades da Oceania são: Sydney, Melbourne e Brisbane, na Austrália; Auckland e Wellington, na Nova Zelândia; Porto Moresby, capital da Papua-Nova Guiné.

## Subdivisões

### Regiões
| Nome da região, seguida por país, capital e bandeira    | Área (km²) | População  | Densidade habitacional | Capital                   |
| ------------------------------------------------------- | ---------- | ---------- | ---------------------- | ------------------------- |
| Australásia                                             |            |            |                        |                           |
| Austrália                                               | 7 686 850  | 21 050 000 | 2,5                    | Camberra                  |
| Ilha do Natal (Austrália)                               | 135        | 1493       | 3,5                    | Flying Fish Cove          |
| Ilhas Cocos (Keeling) (Austrália)                       | 14         | 632        | 45,1                   | Ilha Ocidental            |
| Nova Zelândia                                           | 268 680    | 4 108 037  | 14,5                   | Wellington                |
| Ilha Norfolk (Austrália)                                | 35         | 1866       | 53,3                   | Kingston                  |
| Melanésia                                               |            |            |                        |                           |
| Timor-Leste (normalmente considerada uma nação da Ásia) | 15 007     | 947 000    | 8,0                    | Díli                      |
| Fiji                                                    | 18 270     | 856 346    | 46,9                   | Suva                      |
| Indonésia (apenas a parte da Oceania)                   | 499 852    | 4 211 532  | 8,4                    | Jacarta                   |
| Nova Caledônia (França)                                 | 19 060     | 207 858    | 10,9                   | Numeá                     |
| Papua-Nova Guiné                                        | 462 840    | 5 172 033  | 11,2                   | Porto Moresby             |
| Ilhas Salomão                                           | 28 450     | 494 786    | 17,4                   | Honiara                   |
| Vanuatu                                                 | 12 200     | 196 178    | 16,1                   | Porto Vila                |
| Micronésia                                              |            |            |                        |                           |
| Estados Federados da Micronésia                         | 702        | 135 869    | 193,5                  | Paliquir                  |
| Guam (EUA)                                              | 549        | 160 796    | 292,9                  | Aganha                    |
| Kiribati                                                | 811        | 96 335     | 118,8                  | Taraua do Sul             |
| Ilhas Marshall                                          | 181        | 73 630     | 406,8                  | Majuro                    |
| Nauru                                                   | 21         | 12 329     | 587,1                  | Distrito-capital de Yaren |
| Marianas Setentrionais (EUA)                            | 477        | 77 311     | 162,1                  | Saipã                     |
| Palau                                                   | 458        | 19 409     | 42,4                   | Ngerulmud                 |
| Polinésia                                               |            |            |                        |                           |
| Samoa Americana (EUA)                                   | 199        | 68 688     | 345 2                  | Pago Pago, Fagatogo       |
| Ilhas Cook (NZ)                                         | 240        | 20 811     | 86,7                   | Avarua                    |
| Polinésia Francesa (França)                             | 4167       | 257 847    | 61,9                   | Papeete                   |
| Niue (NZ)                                               | 260        | 2134       | 8,2                    | Alofi                     |
| Pitcairn (RU)                                           | 5          | 47         | 10                     | Adamstown                 |
| Samoa                                                   | 2944       | 178 631    | 60,7                   | Apia                      |
| Toquelau (NZ)                                           | 10         | 1431       | 143,1                  | não possui capital        |
| Tonga                                                   | 748        | 106 137    | 141,9                  | Nucualofa                 |
| Tuvalu                                                  | 26         | 11 146     | 428,7                  | Funafuti                  |
| Wallis e Futuna (França)                                | 274        | 15 585     | 56,9                   | Mata Utu                  |
| Total                                                   | 9 008 458  | 35 834 670 | 4,0                    |                           |

## Economia
Com exceção da Austrália e da Nova Zelândia, todos os demais países da Oceania apresentam características de subdesenvolvimento. Suas principais atividades econômicas são o extrativismo e, com raras exceções, a agricultura.

### Extrativismo

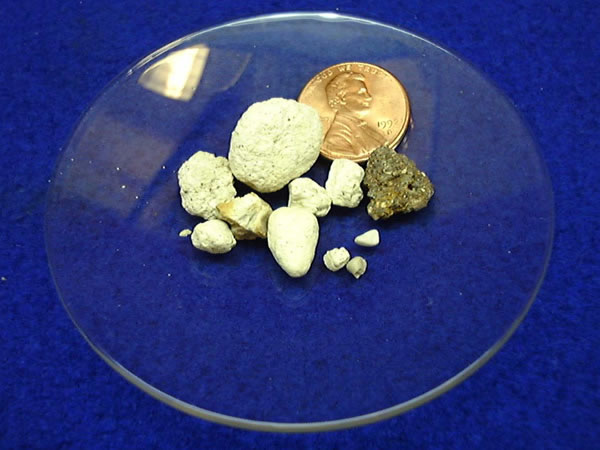
Rocha de fosfato, junto com um penny americano para demonstrar o tamanho.

No que se refere aos recursos minerais, a Austrália é o país que mais se destaca. Em 2015, a Austrália era o 12º maior produtor mundial de gás natural, 67,2 bilhões de m³ ao ano. Era o 10º maior exportador de gás do mundo em 2015: 34,0 bilhões de m³ ao ano. Na produção de carvão, o país foi o 4º maior do mundo em 2018: 481,3 milhões de toneladas. A Austrália é o 2º maior exportador de carvão do mundo (387 milhões de toneladas em 2018)  A Austrália é o maior produtor mundial de opala e é um dos maiores produtores de diamante, rubi, safira e jade. Em 2019, o país era o 2º maior produtor mundial de ouro; 8º maior produtor mundial de prata; 6º maior produtor mundial de cobre; o maior produtor mundial de minério de ferro; o maior produtor mundial de bauxita; o 2º maior produtor mundial de manganês; 2º maior produtor mundial de chumbo; 3º maior produtor mundial de zinco; 3º maior produtor mundial de cobalto; 3º maior produtor de urânio; 6º maior produtor de níquel; 8º maior produtor mundial de estanho; 14º maior produtor mundial de fosfato; 15º maior produtor mundial de enxofre; além de ser o 5º maior produtor mundial de sal.
Ocupava posição privilegiada a ilha de Nauru, cuja única fonte de divisas eram suas grandes jazidas de fosfato. Em virtude do pequeno número de habitantes, a receita obtida com a exportação desse produto assegurava à Nauru um PIB per capita que figurava entre os mais altos do mundo. Com isto, o país importava quase tudo de que precisava, desde alimentos até remédios e artigos manufaturados. Suas reservas de fosfato extinguiram-se no ano 2000.

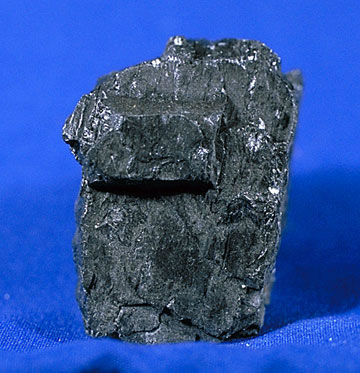
Carvão.

Devem-se citar também Papua-Nova Guiné, que, além de ter sido a 15º maior produtora de ouro do mundo em 2019, tem jazidas de minerais não-ferrosos e de cobre, exploradas, entretanto, por companhias australianas, e as ilhas Salomão, que possuem grandes reservas, ainda pouco exploradas, de ouro, prata, cobre, fosfato, asbesto e bauxita.
A Nova Caledônia, que é um território francês localizado na Oceania, é a 4ª maior produtora de níquel do mundo.
No plano do extrativismo vegetal, a copra (amêndoa seca do coco, de que se extrai óleo) é importante fonte de divisas para quase todos os pequenos países da Oceania. As Ilhas Salomão e Samoa exportam também madeiras finas.
A pesca é significativa nas Ilhas Salomão, em Fiji e em Quiribáti; este último tem no guano (depósitos de fosfato derivados do excremento de aves marinhas) outro importante recurso econômico.

### Agricultura

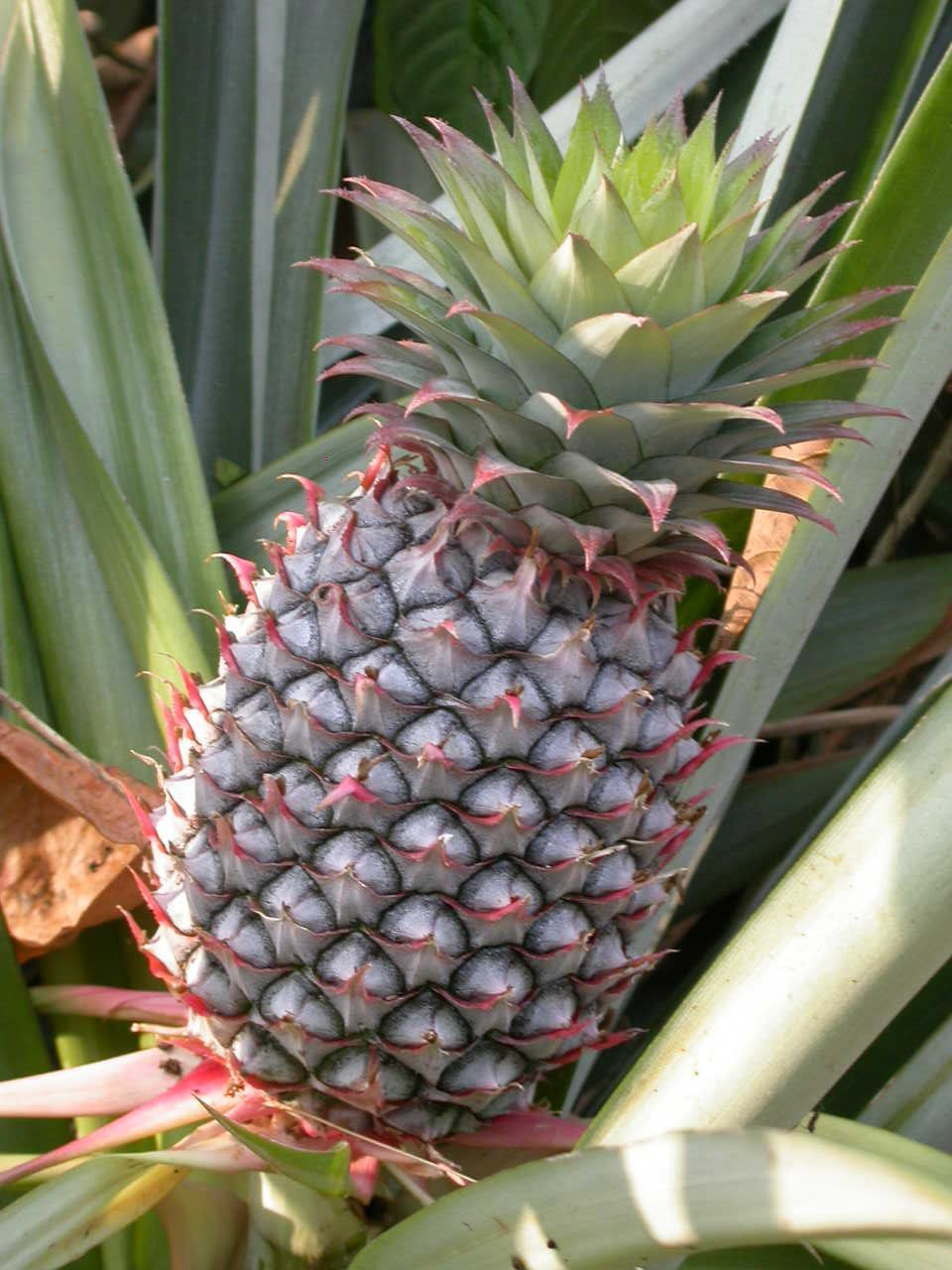
Ananás.

Como, em geral, o solo se mostra pouco propício, a atividade agrícola na maioria das ilhas não alcança grande envergadura, produzindo quase sempre apenas para consumo interno. São exceções: Papua-Nova Guiné, com suas colheitas de café, cacau e chá; em menor grau, Samoa, onde se cultiva cacau, milho, frutas cítricas, coco, banana e abacaxi, e Tonga, que exporta bananas e sementes oleaginosas. A pecuária nas pequenas ilhas é insignificante ou inexistente.
Já os dois maiores e mais desenvolvidos países apresentam outro panorama. A Austrália, além de exportar trigo, possui grandes rebanhos ovinos e bovinos, que, fornecendo lã e carne, constituem outra fonte de divisas. Na economia da Nova Zelândia, cuja produção agrícola abastece o mercado interno, destaca-se a pecuária, que propicia carne, lã e laticínios exportados em larga escala.

### Indústria
Nas pequenas ilhas e na Papua-Nova Guiné, as indústrias, quando existem, são em geral instaladas para beneficiar algum produto originado do extrativismo. Enquadram-se nesse caso Papua-Nova Guiné (azeite de dendê e borracha) e Fiji (açúcar e pescado em conserva).
Condições totalmente diferentes são as encontradas na Austrália e na Nova Zelândia, cujo amplo parque industrial compreende desde as indústrias de base até as de bens de consumo. São os únicos países do continente que integram o bloco dos países desenvolvidos segundo o IDH.
Na Austrália, a indústria responde por cerca de 20% do Produto Interno Bruto. Destacam-se as indústrias de aço, de automóveis, mecânicas, de produtos químicos e as refinarias de petróleo, concentradas no sudeste.
Para a Nova Zelândia, menos industrializada que a Austrália, a atividade industrial representa também cerca de um quarto do Produto Interno Bruto, sendo significativa a produção de alimentos, seguida dos setores têxteis, de construção, siderúrgicos e outros.

### Comércio
A importância mundial da economia japonesa vem tornando o leste asiático uma região cada vez mais destacada, tornando-se um dos polos econômicos mundiais. Na Oceania, devido ao seu grau de desenvolvimento social e industrialização, a Austrália vem adquirindo maior destaque em toda a área do Pacífico.
A tradicional influência britânica vem-se mesclando à norte-americana e à japonesa e as relações comerciais regionais tornam-se cada vez mais fortes. Além disso, Austrália e Nova Zelândia têm procurado uma posição política e diplomática independente, assumindo pequenos papéis de liderança em relação aos pequenos países do continente.

## Esportes

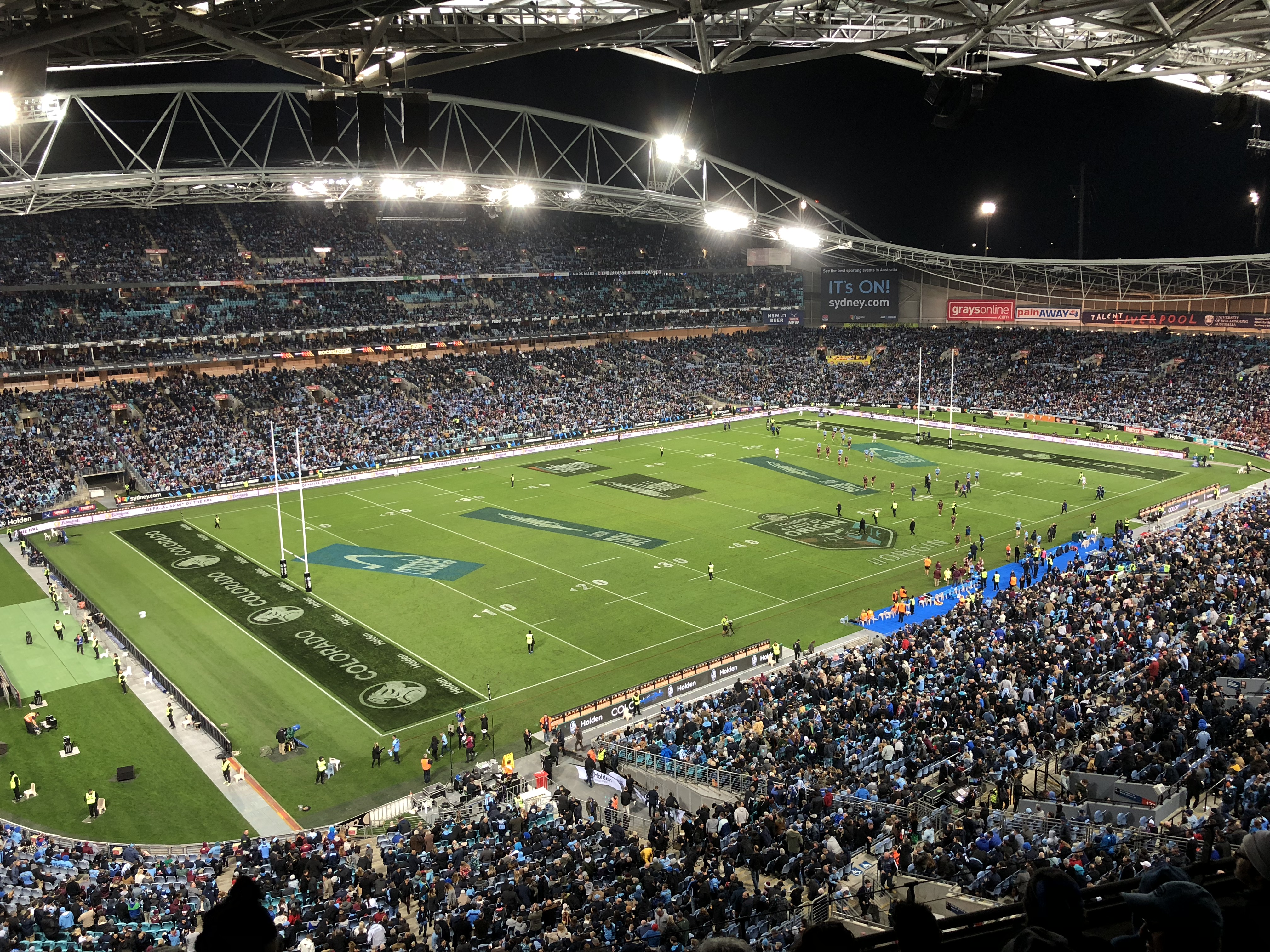
Partida de rugby league no Stadium Australia em Sydney.

O rugby é um dos esportes mais populares da região, é o esporte nacional da Nova Zelândia, Samoa, Fiji e Tonga. Na Austrália, o futebol australiano é o esporte com mais audiência no país, o rugby league é o esporte mais popular nos estados de Nova Gales do Sul e Queensland,mas apesar disso tudo, o críquete é oficialmente o esporte nacional do país.
Na Papua Nova Guiné o esporte mais popular é o rugby league, em Nauru o futebol australiano. Atualmente, Vanuatu é o único país da Oceania que tem o futebol como esporte nacional, no entanto, é também o esporte mais popular em Quiribáti, Ilhas Salomão e Tuvalu, e tem uma popularidade significativa (e crescente) na Austrália.
A Austrália sediou duas vezes os Jogos Olímpicos de Verão: Melbourne em 1956 e Sydney em 2000. Além disso, a Austrália sediou cinco edições dos Jogos da Commonwealth (Sydney 1938, Perth 1962, Brisbane 1982, Brisbane 1982, Melbourne 2006, Gold Coast 2018). Enquanto isso, a Nova Zelândia já sediou os Jogos da Commonwealth três vezes: Auckland 1950, Christchurch 1974 e Auckland 1990. Os Jogos do Pacífico (anteriormente chamados de Jogos do Pacífico Sul) são um evento poliesportivo, muito parecido com os Jogos Olímpicos em uma escala muito menor, com participação exclusiva de países do Oceano Pacífico.
A Austrália anualmente realiza corridas para a Fórmula 1 desde 1985, no Circuito de Rua de Adelaide (1985-1995) e no Circuito de Albert Park, em Melbourne (1996-2025).